# Тілгментон (Меріленд)
Тілгментон (англ. Tilghmanton) — переписна місцевість (CDP) в США, в окрузі Вашингтон штату Меріленд. Населення — 423 особи (2020).

## Географія
Тілгментон розташований за координатами 39°31′43″ пн. ш. 77°44′37″ зх. д. / 39.52861° пн. ш. 77.74361° зх. д. (39.528601, -77.743684).  За даними Бюро перепису населення США в 2010 році переписна місцевість мала площу 1,20 км², уся площа — суходіл.

## Демографія
Згідно з переписом 2010 року, у переписній місцевості мешкало 465 осіб у 166 домогосподарствах у складі 132 родин. Густота населення становила 387 осіб/км².  Було 183 помешкання (152/км²).
Расовий склад населення:
| - 96,3 % — білих - 2,4 % — чорних або афроамериканців - 0,2 % — азіатів |

До двох чи більше рас належало 1,1 %. Частка іспаномовних становила 0,4 % від усіх жителів.
За віковим діапазоном населення розподілялося таким чином: 23,7 % — особи молодші 18 років, 63,6 % — особи у віці 18—64 років, 12,7 % — особи у віці 65 років та старші. Медіана віку мешканця становила 40,7 року. На 100 осіб жіночої статі у переписній місцевості припадало 109,5 чоловіків;  на 100 жінок у віці від 18 років та старших — 108,8 чоловіків також старших 18 років.
Середній дохід на одне домашнє господарство  становив 108 001 долар США (медіана — 95 515), а середній дохід на одну сім'ю — 112 322 долари (медіана — 96 618). Медіана доходів становила 39 653 долари для чоловіків та 20 703 долари для жінок. 
Цивільне працевлаштоване населення становило 329 осіб. Основні галузі зайнятості: транспорт — 16,1 %, мистецтво, розваги та відпочинок — 15,5 %, науковці, спеціалісти, менеджери — 14,9 %, виробництво — 14,6 %.